# سندی توماس
سندی توماس (انگلیسی: Walter Babington Thomas; ۲۹ ژوئن ۱۹۱۹ – ۲۲ اکتبر ۲۰۱۷) یک افسر ارتش بریتانیا متولد نیوزیلند بود که از سال ۱۹۷۰ تا ۱۹۷۱ به عنوان افسر کل فرماندهی نیروهای زمینی خاور دور را بر عهده داشت. او پیش از این در جنگ جهانی دوم در نیروهای نظامی نیوزیلند خدمت کرده بود، جایی که مدال گرفت، زخمی شد و در سن ۲۴ سالگی جوان‌ترین فرمانده گردان نیوزیلند در جنگ شد.